# Mr. Flip
Mr. Flip – amerykański krótkometrażowy film z 1909 roku w reżyserii Gilberta M. 'Broncho Billy' Andersona.

## Fabuła
Przygody natarczywego zalotnika, którego amory spotykają ze stanowczym sprzeciwem kolejnych pań.